# Мадам Помпадур (слика)
Мадам Помпадур је уље на платну 61 x 50 центиметара, насликана у 1915. години од стране италијанског сликара Амедеа Модиљанија. 
Сачувана је на Институту за уметност у Чикагу. 
Овај портрет је инспирисала Беатрис Хејстингс са којом је Модиљани имао романтичну везу. Показана је први пут у 1916. години на изложби коју је организовао сликар Моисе Кислинг и Ортис де Зарате у атељеу Емила Лејеуне.